# Finnur Helmsdal
Finnur Mikkjalsson Helmsdal (født 20. april 1952 i Tórshavn, død 5. december 2008 i Tórshavn) var en færøsk socialrådgiver, forfatter og politiker (T).
Han var ansat ved Almannastovan (Socialkontoret, kaldes nu Almannaverkið) som rådgiver 1981–1985 og leder 1994–1998. Han var leder i Andveikraverndin (Udviklingshæmmedes værn) 1985–1994. Han var også medlem af Ættleiðingarráðið (Adoptionsrådet) 1985–1988. Han var desuden leder af Føroya Barnaheim (Færøernes børnehjem). 
Helmsdal var vicerepræcentant til Lagtinget fra Suðurstreymoy 1998–2002, og mødte fast for Høgni Hoydal hele denne periode. Helmsdal stillede ikke op til valget i 2002, men blev indvalgt ved 2004. Han var sammen med partifællen Annita á Fríðriksmørk manden bag antidiskriminationsloven af 2006, paragraf 266b, som fik megen medieomtale og blev meget diskuteret blandt folk. Da valgkredsene blev nedlagt ved valget i 2008 og Færøerne ved lov blev til en valgkreds, blev han ikke genvalgt, men mødte som suppleant for Sjúrður Skaale fra 20. februar til 7. august 2008.
Helmsdal var meget interesseret i fodbold, med Chelsea FC og Færøerne som favorithold. Foruden sin egen spilleraktivitet i sine yngre år, som forsvarsspiller for HB Tórshavn i 1970'erne og flere landsholdskampe for Færøerne, skrev han to bøger med relation til fodbold.
Han døde af kræft på Landssjúkrahúsið i Tórshavn den 5. december 2008, 56 år gammel.